# JW Marriott Edmonton Ice District & Residences
Il JW Marriott Edmonton Ice District & Residences è un grattacielo ad uso misto in costruzione a Edmonton, in Alberta. Sarà una combinazione di un hotel JW Marriott nella sezione inferiore, con appartamenti residenziali denominati Legends Private Residences nella parte superiore. La costruzione è iniziata nel novembre 2014 e si prevede che la cerimonia di apertura si svolgerà nell'agosto 2019. La torre divenne l'edificio più alto di Edmonton il 3 novembre 2017 e mantenne tale status fino a quando fu superata dalla Stantec Tower nel maggio 2018.
L'hotel sarà situato dal 1º al 22º piano e avrà 346 stanze, 2300.000 metri quadrati di spazio per sale conferenze e 930 metri quadrati per una sala da ballo. Situato dal 23 al 54º piano, saranno le Legends Private Residences, con condomini esclusivi da acquistare o affittare. L'edificio avrà un totale di 55 piani, ad un'altezza di 192,95 m (633,0 ft)     una volta completato. La torre fu completata a marzo 2018 e raggiunse l'altezza finale del progetto l'8 maggio 2018. Sarà il terzo JW Marriott hotel in Canada, dopo il JW Marriott The Rosseau Muskoka Resort & Spa nella District District di Muskoka in Ontario, e il JW Marriott Parq a Vancouver, British Columbia .